# 明志科技大学
明志科技大学（めいしかぎだいがく、Ming Chi University of Technology）は、台湾新北市にある私立科技大学である。清の乾隆年間に胡焯猷によって設立された明志書院の跡地付近に建設され、台湾北部の文化発祥の地としての歴史を有す。

## 歴史
| 年     | 月日 | 事跡                           |
| ------ | ---- | ------------------------------ |
| 1963年 | -    | 「明志工業専科学校」として開校 |
| 1999年 | 8月  | 「明志技術学院」と改称         |
| 2004年 | 8月  | 「明志科技大学」と改称         |

## 主な出身者
- ウィンストン・チャオ - 俳優